# Zealachertus
Zealachertus is een geslacht van vliesvleugeligen uit de familie Eulophidae. De wetenschappelijke naam van dit geslacht is voor het eerst geldig gepubliceerd in 1978 door Boucek.

## Soorten
Het geslacht Zealachertus omvat de volgende soorten:
- Zealachertus abbreviatus Berry, 1999
- Zealachertus aspirensis Berry, 1999
- Zealachertus bildiri Berry, 1999
- Zealachertus binarius Berry, 1999
- Zealachertus conjunctus Berry, 1999
- Zealachertus holderi Berry, 1999
- Zealachertus longus Berry, 1999
- Zealachertus nephelion Berry, 1999
- Zealachertus nothofagi Boucek, 1978
- Zealachertus pilifer Berry, 1999
- Zealachertus planus Berry, 1999
- Zealachertus tortriciphaga Berry, 1999